# 1356
سنة 1356 كانت سنة كبيسة تبدأ يوم الجمعة (الرابط يظهر نموذج التقويم الكامل للسنة) من التقويم اليولياني.

## مواليد
- عمر شيخ ميرزا الأول.
- بونيفاس التاسع.

## وفيات
- ابن جزي الكلبي